# Cyptodon dilatatus
Cyptodon dilatatus là một loài Rêu trong họ Cryphaeaceae. Loài này được (Hook. f. & Wilson) Paris & Schimp. miêu tả khoa học đầu tiên năm 1914.